# Frances Titus
Frances Walling, conocida como Frances Titus (Charlotte, 1816-Washington, 21 de abril de 1894) fue una abolicionista y sufragista estadounidense conocida por ser la confidente, secretaria, directora de turismo, gerente financiera y editora de la biografía de Sojourner Truth, Narrative of Sojourner Truth. Lideró importantes movimientos de reforma como fundadora de una escuela para esclavos liberados y también desempeñó un papel importante en los movimientos de sufragio locales y estatales. 

## Primeros años
Frances Titus nació originalmente como Frances Walling en 1816 en Charlotte, Vermont, y pasó la mayor parte de su infancia y adolescencia en Cleveland, Ohio. Frances Titus fue criada en un hogar cuáquero que era importante para ella para recibir el apoyo de una gran comunidad de cuáqueros que también eran ardientes abolicionistas.